# Kleszczyniec
Kleszczyniec (kaszub. Kleszczińc) – wieś kaszubska w Polsce, położona w województwie pomorskim, w powiecie bytowskim, w gminie Czarna Dąbrówka, przy drodze wojewódzkiej nr .
| SIMC    | Nazwa    | Rodzaj     |
| ------- | -------- | ---------- |
| 0742090 | Połupino | przysiółek |

W latach 1975–1998 wieś administracyjnie należała do województwa słupskiego.
Wieś stanowi sołectwo gminy Czarna Dąbrówka.

## Historia
Wieś stanowiła lenno Puttkamerów do 1725, wówczas Marie von Puttkamer poślubiając Georga von Zitzewitz wniosła do związku w wianie m.in. Kleszczyniec. W 1784 we wsi było dwadzieścia domów i folwark. W 1799 ponownie właścicielami wsi zostali Puttkamerowie, w 1824 Albert Puttkamer sprzedał majątek rodzinie von Reckow, a oni w 1857 odsprzedali go rodzinie von Domarus.
Obecnie wieś słynie z galerii sztuki Hops z wystawą prac Jerzego Haponiuka oraz częścią etnograficzną.